# 湘雅三医院站
湘雅三医院站位于中华人民共和国湖南省长沙市岳麓区桐梓坡路与岳华路交叉口地下，是长沙地铁6号线的地铁车站，2022年6月28日开通。

## 车站周边
- 湘雅三医院
- 湘雅医学院
- 月湖公园